# Georg Gottfried Gervinus
Georg Gottfried Gervinus (20. května 1805 Darmstadt – 18. března 1871 Heidelberg) byl německý historik, literární historik a liberální politik.
V roce 1825 začal studovat na univerzitě v Gießenu, roku 1826 přešel na univerzitu v Heidelbergu.

## Dílo
- Geschichte der poetischen National-Literatur der Deutschen, 1835–1842
- Grundzüge der Historik, 1837
- Einleitung in die Geschichte des neunzehnten Jahrhunderts, 1853
- Geschichte des neunzehnten Jahrhunderts seit den Wiener Verträgen, 1855–1866
- G. G. Gervinus Leben. Von ihm selbst, 1860, 1893

## Fotogalerie

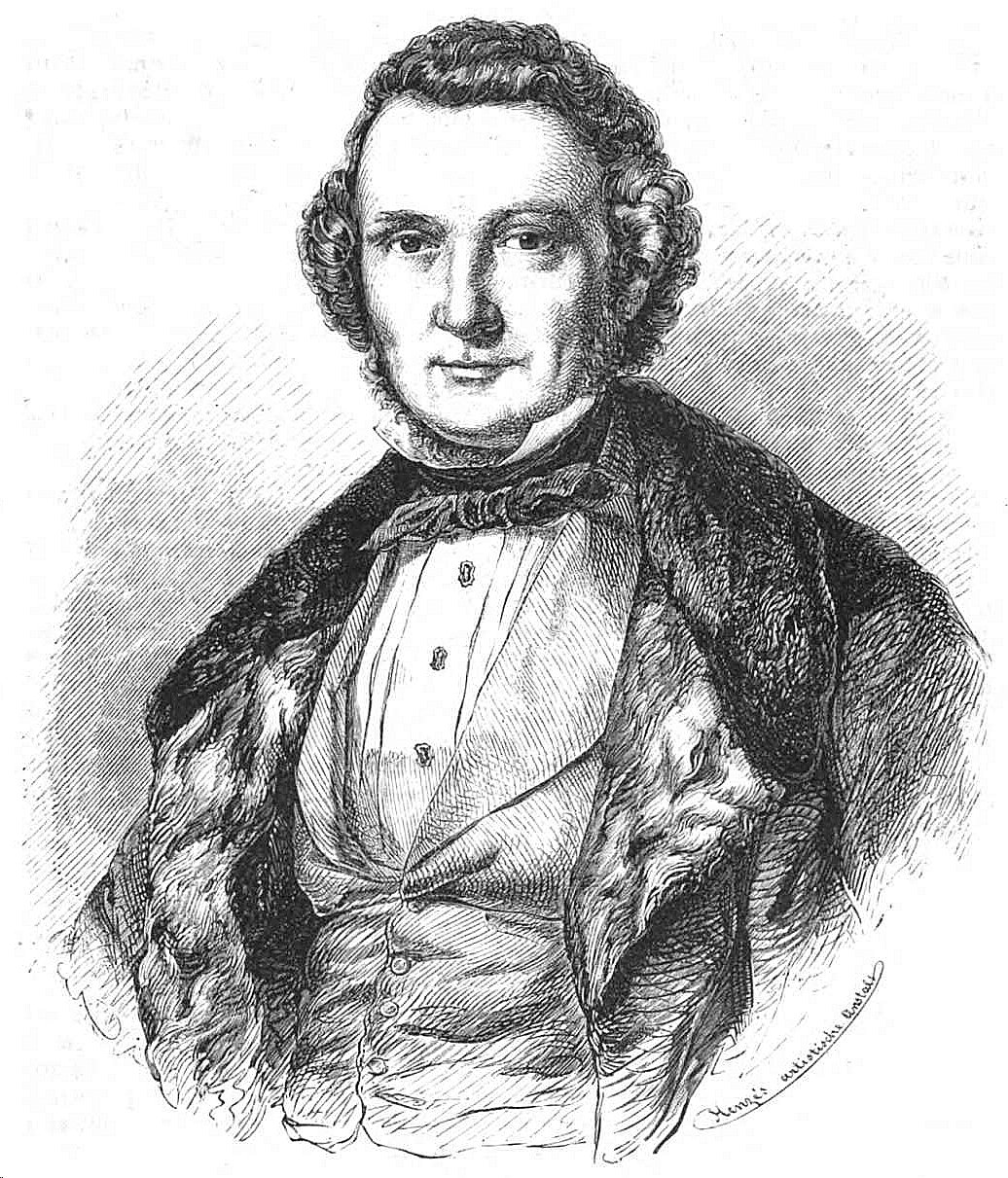
Georg Gottfried Gervinus
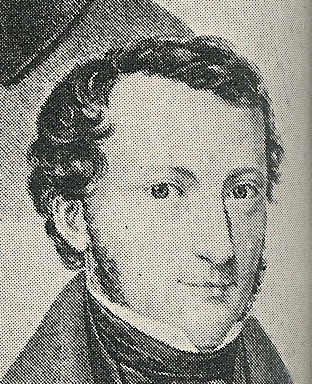
Georg Gottfried Gervinus
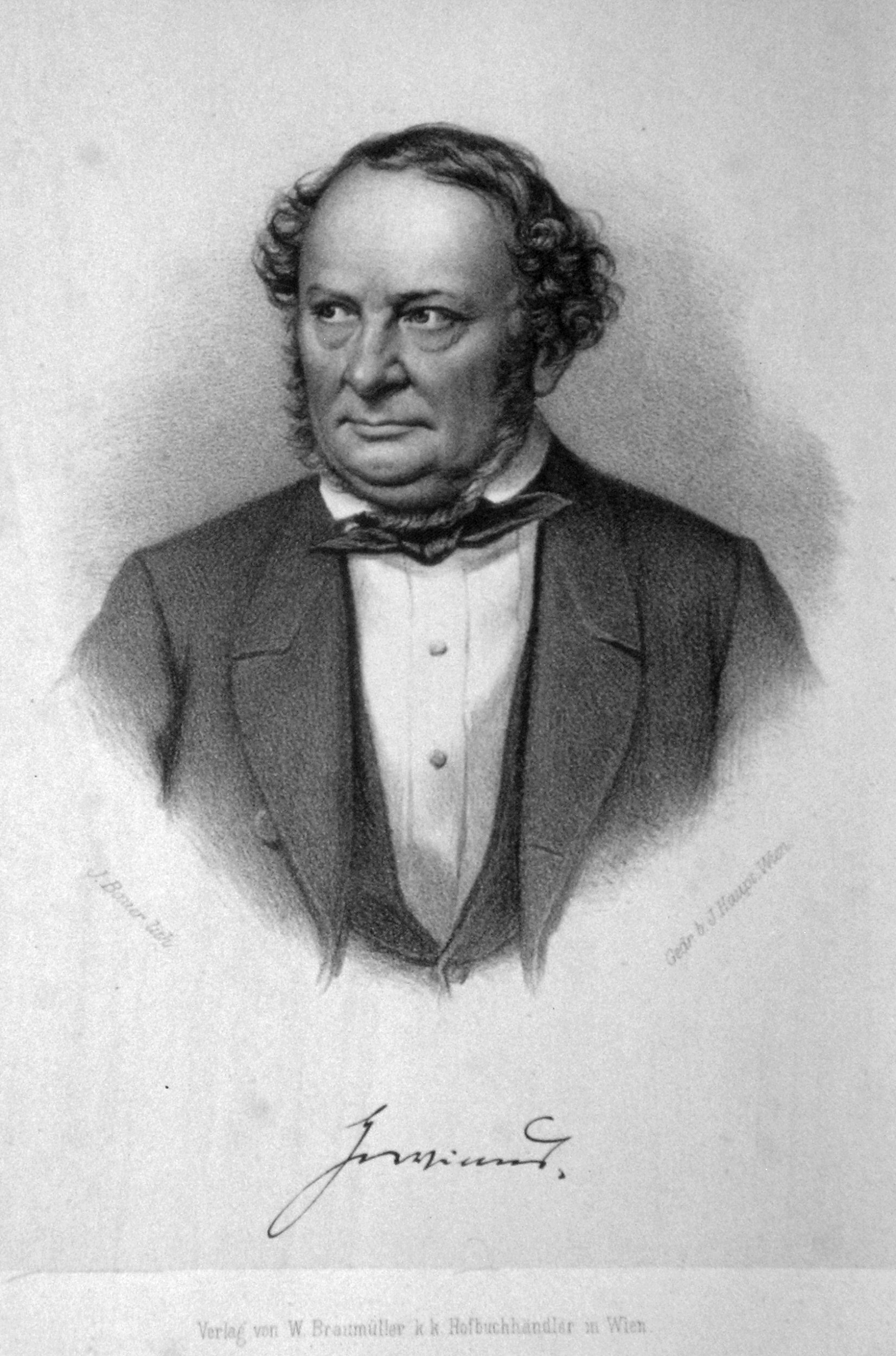
Georg Gottfried Gervinus
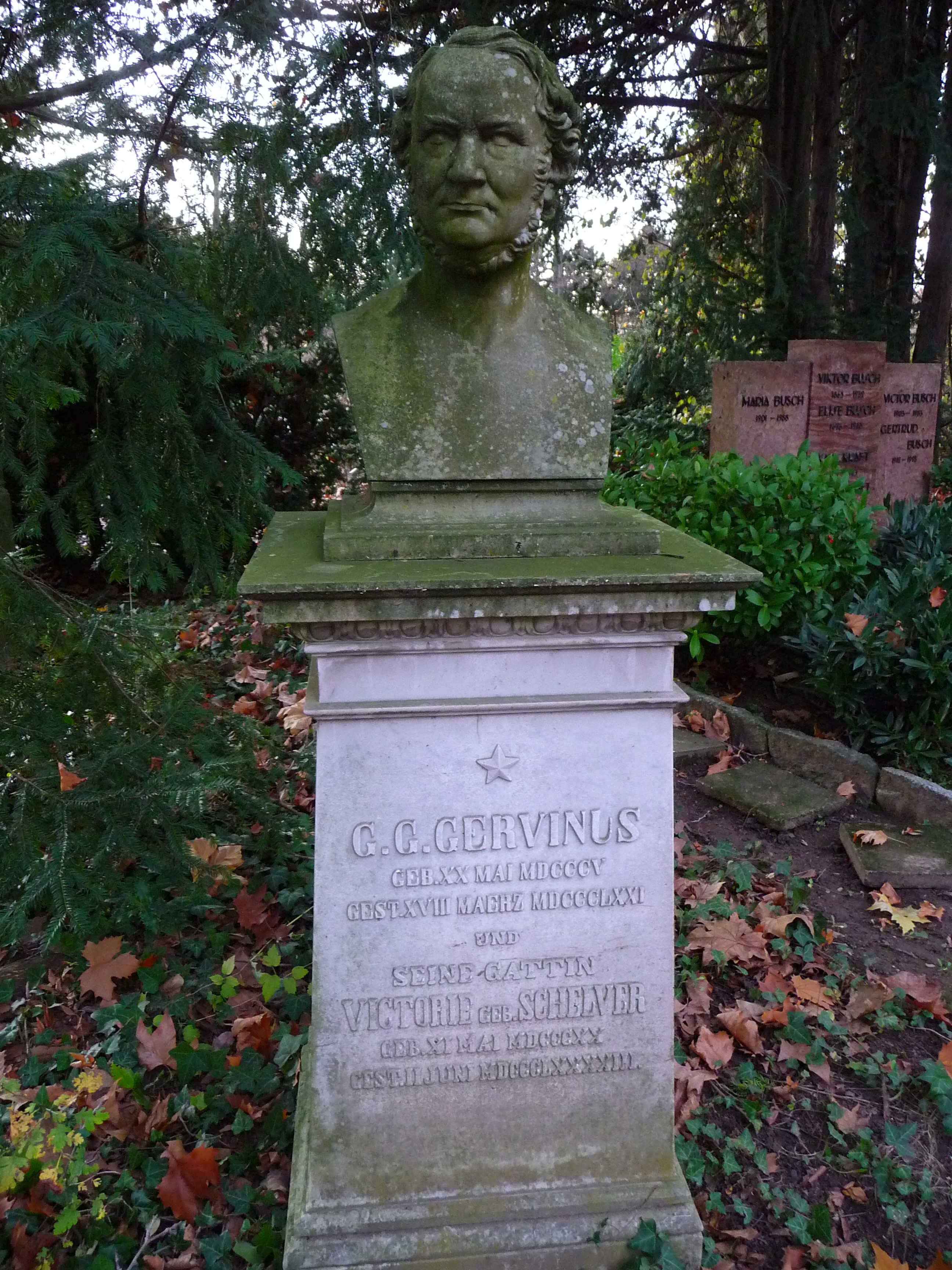
Busta G. G. Gervinia ('Heidelberger Bergfriedhof', (Bádensko-Württembersko))